# Cattedrale di sale (Zipaquirá)
La cattedrale di sale (in spagnolo catedral de sal) è uno spazio sacro ospitato all'interno delle miniere di sale di Zipaquirá, nella Sabana de Bogotá (dipartimento di Cundinamarca, Colombia). È anche uno dei santuari cattolici più celebri della Colombia ed è dedicato alla Madonna del Rosario.
All'interno ospita una ricca collezione artistica, soprattutto sculture di sale e di marmo. È una rinomata attrazione per pellegrini e turisti.
La cattedrale di sale di Zipaquirá è considerata uno dei risultati architettonici e artistici più notevoli dell'architettura colombiana. L'importanza della cattedrale risiede nel suo valore culturale, religioso e ambientale.
Nel 2007 fu indetto un concorso per eleggere le sette meraviglie della Colombia, durante il quale la Cattedrale di sale ottenne il maggior numero di voti, il che la rese la prima Meraviglia della Colombia. In seguito fu anche proposta come una delle Sette meraviglie del mondo moderno.

## Ubicazione

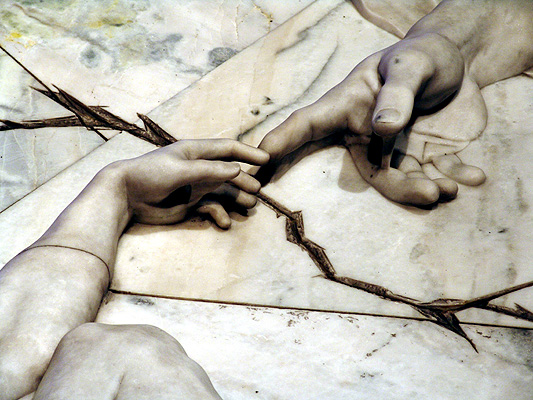
Dettaglio della Creazione di Adamo in marmo. L'opera ricorda il capolavoro di Michelangelo nella Cappella Sistina.

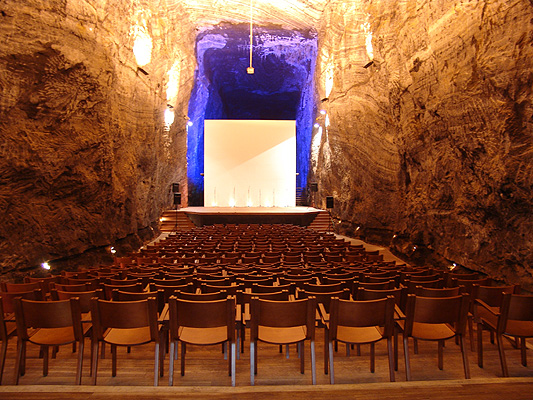
L'auditorium della cattedrale

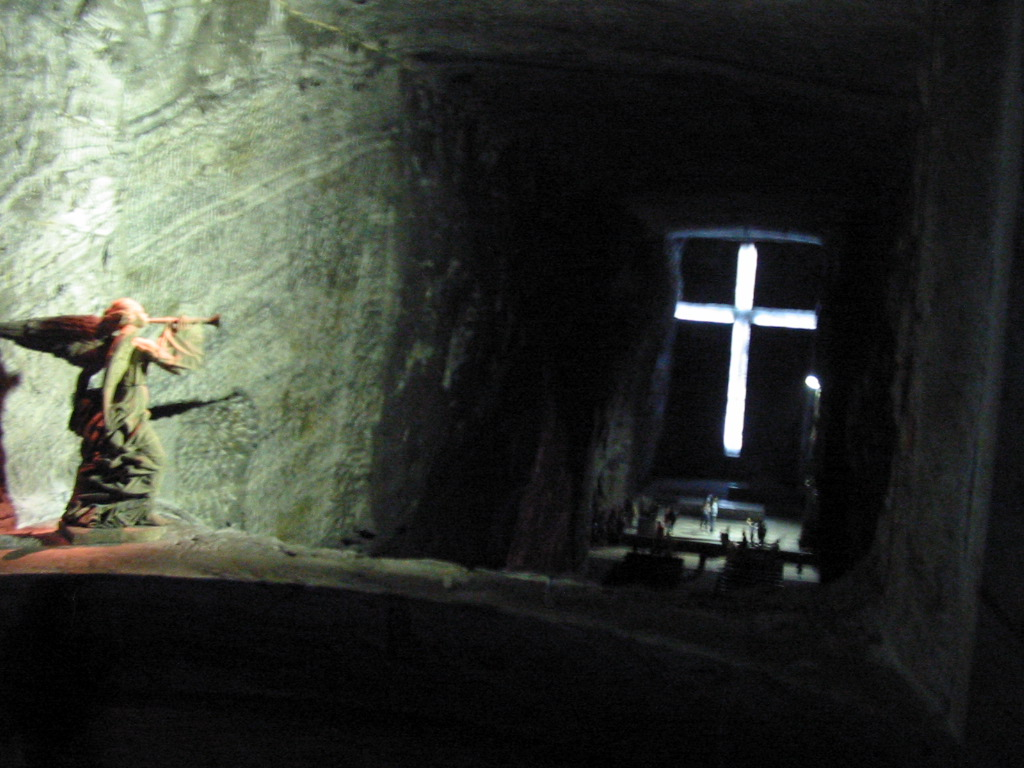
Un angelo nel coro con la tromba, simbolo biblico della visita di Dio, annuncia la Risurrezione di Gesù Cristo. In fondo, l'altare della cattedrale preceduto dal grande Crocifisso.

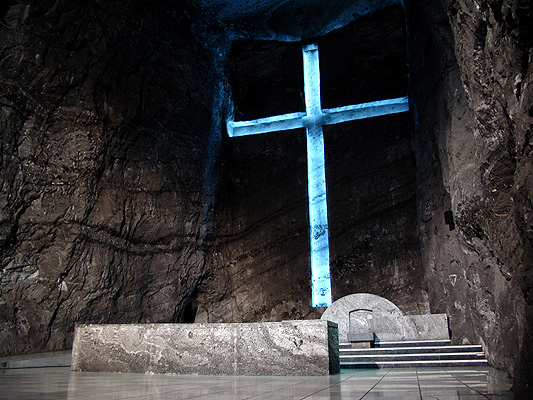
La croce posta sull'altare della navata centrale.

La cattedrale di Sale si trova a Zipaquirá, cittadina del dipartimento di Cundinamarca, a 49 km a nord da Bogotà, a un'altitudine di 2 652 m s.l.m. Per strada ferrata, la Cattedrale dista circa 48 km da Bogotá e i collegamenti sono garantiti dal Tren Turístico de la Sabana. La cittadina non è nota solo per l'estrazione del sale, ma anche per i più antichi ritrovamenti di ossa umane della Colombia, nella Valle de El Abra.

## Il parco del sale
Benché la cattedrale in sé sia l'attrazione principale, essa fa parte del più ampio complesso tematico, detto parco del Sale (Parque de la Sal), spazio culturale a tema dedicato all'ingegneria mineraria, alla geologia e ai beni naturali.
Il parco occupa una superficie di 32 ettari e costituisce una riserva naturale unica, che contrasta con una delle attività di sfruttamento che più altera gli ecosistemi, l'estrazione mineraria. Nel parco, i visitatori possono ammirare l'incontro fra la delicatezza dell'arte e la rudezza della miniera, ricevere nozioni di geologia e informarsi sulla possibile coniugazione tra conservazione di risorse naturali e sviluppo economico di un paese. Così, il parco, insieme con la cattedrale, è meta del turismo nazionale e internazionale, in particolare dell'ecoturismo e del turismo religioso.
I siti più importanti del parco sono:
- la piazza in cui si trova la croce (di 4,2 m di altezza), lungo quello che è chiamato l'"asse sacro"
- il duomo di Sale
- la miniera
- il Museo della salamoia, costruito nei serbatoi già in disuso. È uno dei luoghi più importanti del parco dopo la cattedrale. Qui il visitatore acquisisce un'informazione sul processo di sfruttamento minerario del sale, con attenzione puntata alla geologia e alla storia, e sulla progettazione e costruzione della cattedrale di Sale
- il lago artificiale
- la zona dei boschi
- la chiesa sotterranea, dove, oltre al santuario religioso, si trova l'auditorium.

## Le saline di Zipaquirá
Antichità e importanza delle miniere di Zipaquirá furono ampiamente testimoniate da Alexander von Humboldt (1769 - 1859) nella visita che fece a questo luogo nel 1801.
Von Humboldt inizia la sua relazione comparando il giacimento con quelli che aveva visto in Spagna, Svizzera, Polonia e in Tirolo. Prosegue analizzando l'importanza dell'estrazione nell'economia e specialmente la rilevanza che ha per i governi come entrata fiscale.
Nel libro Memoria razonada de las salinas de Zipaquirá, Humboldt descrive l'oggetto del suo studio e, scientifico e visionario com'era, lascia appunti di valore incontrovertibile. Von Humboldt sviluppa l'idea che la miniera di Zipaquirá sia unita ad altre formazioni come i giacimenti di Nemocón e Sesquilé. Valuta l'estensione della miniera di Zipaquirá e conclude che ammonti a 500 000 tese quadrate. Critica la maniera in cui si è aperto lo scavo e segnala che sarà un inconveniente per lo sfruttamento del giacimento nel futuro. Raccomanda che l'estrazione si effettui per mezzo di gallerie, come si fa in Europa, dal momento che le gallerie nelle miniere di salgemma non richiedono di essere puntellate con travi di legno, e non risentono quindi del relativo aggravio dei costi.
Gli studi effettuati in loco da archeologi e geologi, hanno accertato che lo sfruttamento delle miniere risale al V secolo e che corrispondeva a una delle principali attività economiche e allo sviluppo della cultura muisca nell'altopiano di Cundinamarca.

## Formazione geologica
I depositi di sale delle montagne di Zipaquirá hanno una datazione di 200 milioni di anni: sono affiorati in superficie nel periodo terziario, 30 milioni di anni fa, e concentrati nel luogo dove oggi si trovano. Sotto pressione e ad alte temperature, il sale si comporta in modo simile ai ghiacciai, per cui si perde traccia della stratificazione e si forma una massa omogenea di cloruro di sodio.
L'accumulo dei depositi di sale formò montagne sopra il livello dell'altopiano, il che facilitò lo scavo delle gallerie di estrazione. Riscontri di antiche attività di sfruttamento dei giacimenti sono datate a epoche precedenti l'arrivo degli spagnoli durante il XVI secolo.
Le miniere avevano già una tradizione religiosa, quale santuario costruito dai minatori prima della Cattedrale nel 1954, che fu dedicata a Nostra Signora del Rosario, patrona dei minatori nella religiosità cattolica. La Cattedrale originaria aveva tre navate grandi con colonne improvvisate, dominate da una grande croce illuminata. Con il passare del tempo questa prima Cattedrale divenne insicura e fu chiusa nel 1990. Nel dicembre del 1995 si inaugurò l'attuale Cattedrale.

## Storia della cattedrale

### La cattedrale antica
La cattedrale antica fu costruita a partire dal 7 ottobre 1950 e inaugurata il 15 agosto 1954 nelle antiche gallerie scavate dai muisca due secoli prima. Nel 1932, Luis Ángel Arango aveva avuto l'idea di costruire una cappella sotterranea per la devozione che gli operai mostravano prima di iniziare la loro giornata di lavoro. Questi adornavano le gallerie con immagini religiose dei santi patroni, a cui chiedevano benedizione e protezione.
La miniera possedeva a quel tempo quattro livelli di scavo, ciascuno dei quali aveva un'estensione di 80 metri. La Catedral Salina si trovava al secondo livello della montagna.
La chiesa aveva una lunghezza di 120 metri, una superficie abitabile di 5 500 metri quadrati e un'altezza di 22 metri. Al suo interno vi erano 6 colonne, ciascuna con una base di 80 metri quadrati; poteva contenere 8 000 persone.
In fondo alla basilica si poteva contemplare una grande croce di legno, che, illuminata dalla base, proiettava sul tetto un'ombra che raffigurava un Cristo con le braccia aperte.
Nella navata destra si trovavano il coro e le stazioni della Via Crucis decorate con grandi numeri romani dorati. Al fondo di questa navata vi era la cappella della Madonna del Rosario, sul cui altare, scavato nella roccia, c'era la statua della Vergine, modellata da Daniel Rodríguez Moreno. L'effigie, che ha una dimensione di 70 centimetri di altezza, fu successivamente trasferita alla nuova Cattedrale.
La navata sinistra era chiamata «La Natività» (El Nacimiento) e possedeva una grotta che simboleggiava la nascita di Gesù a Betlemme; questo spazio conduceva al battistero che era rappresentato da una cascata, simbolo del battesimo di Gesù nel fiume Giordano.
Il disegno e la distribuzione delle navate era ispirato alla vita e all'opera di Gesù e ai misteri della vita terrena del Figlio di Dio.
La cattedrale presentava un aspetto maestoso, in cui erano fondamentali i giochi di luce che creavano un'atmosfera di simboli proiettati su pareti e soffitto.
L'antica cattedrale fu chiusa nel 1990 per mancanza di sicurezza per i visitatori e per problemi strutturali.

### La cattedrale nuova
La costruzione dell'attuale cattedrale iniziò nel 1991, 60 metri più in profondità rispetto alla cattedrale antica. L'Istituto di Sviluppo Industriale (Instituto de Fomento Industrial), la Concessione delle Saline (Concesión Salinas) e l'Ordine degli Architetti (Sociedad de Arquitectos) bandirono un concorso di architettura al fine di scegliere il miglior disegno di quella che sarebbe stata la nuova cattedrale di sale di Zipaquirá, destinata a sostituire l'antica.
A vincere il concorso fu l'architetto Roswell Garavito Pearl, il cui progetto prevedeva modifiche strutturali nella galleria d'ingresso, la cupola e la sacrestia. L'inaugurazione ebbe luogo nel dicembre 1995. Il progetto comprende le tre seguenti sezioni principali:
- La Via crucis: la porta d'ingresso conduce alla galleria, lungo la quale si trovano le stazioni della Via Crucis, che consistono in piccoli altari scolpiti in salgemma. La galleria conduce fino alla cupola.
- La cupola, la rampa di discesa e i balconi: si giunge quindi alla rampa di discesa principale. La sezione intermedia parte dalla cupola, dalla quale si può osservare l'immensa croce scolpita in bassorilievo. Da qui si può scendere fino ai balconi sopra le camere, il coro e le scale del labirinto del nartece.
- Le navate della Cattedrale: il tratto finale conduce al centro della Cattedrale, dove si suddividono le strutture spaziali. Queste strutture sono intercomunicanti attraverso una crepa che simboleggia la nascita e la morte di Cristo. Nella navata centrale vi è la croce di 16 metri, l'altare maggiore e la balaustra che separa il presbiterio dall'assemblea; nella profondità della navata si trova La Creazione dell'Uomo, omaggio a Michelangelo, opera scolpita in marmo da Carlos Enrique Rodríguez Arango. Quattro immense colonne cilindriche simboleggiano i quattro evangelisti e sono attraversate da una crepa che simboleggia la Natività e l'Incarnazione di Cristo.

Fanno parte del complesso monumentale anche un impianto autonomo di produzione dell'energia elettrica e un accesso di emergenza per i veicoli, oltre a un'ottima infrastruttura di servizi predisposti per accogliere i visitatori e garantirne la sicurezza.

### Altre costruzioni di sale
Sebbene unica al mondo come santuario religioso e culturale di tali proporzioni, la Cattedrale di Zipaquirá non è l'unico caso di utilizzo di una miniera come spazio alternativo. Un'altra esperienza simile è il Museo delle opere di sale di Wieliczka, in Polonia, il più grande museo del sale in Europa, costruito in una miniera di sale vecchia di 700 anni, 15 km a sud di Cracovia e, senz'altro degna di nota, è la altrettanto meravigliosa cattedrale di sale di Realmonte, in provincia di Agrigento, unico caso del Mediterraneo di arte del sale.

## Galleria d'immagini

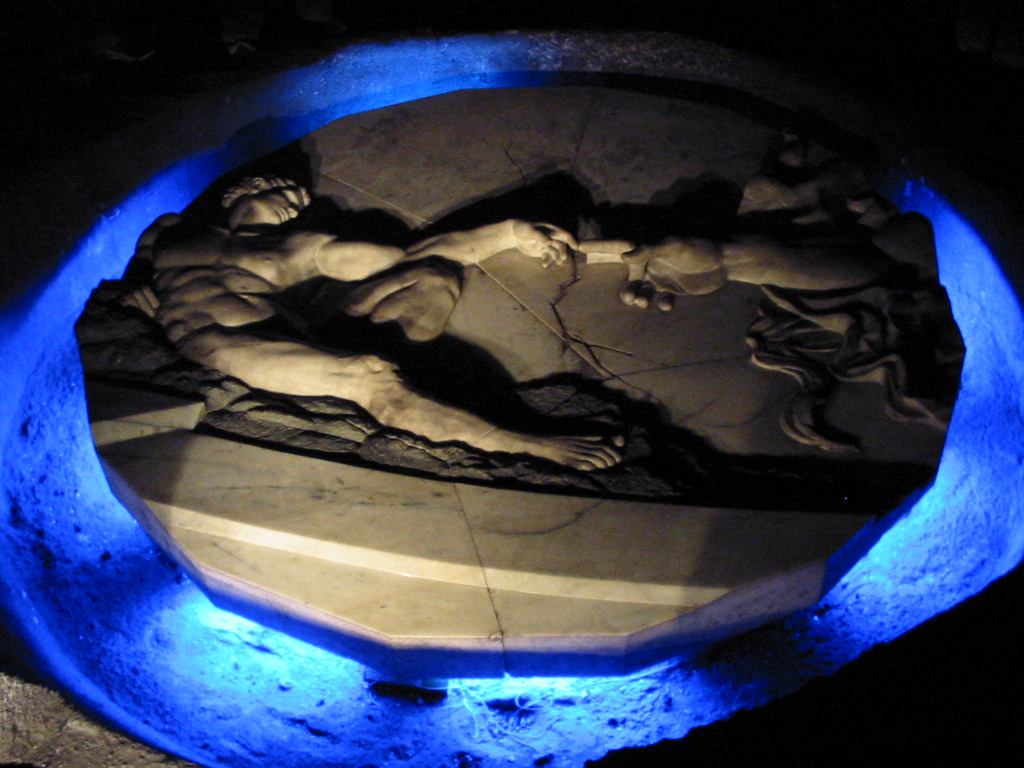
La Creazione dell'Uomo, altorilievo scolpito nel marmo posta in fondo alla navata centrale.
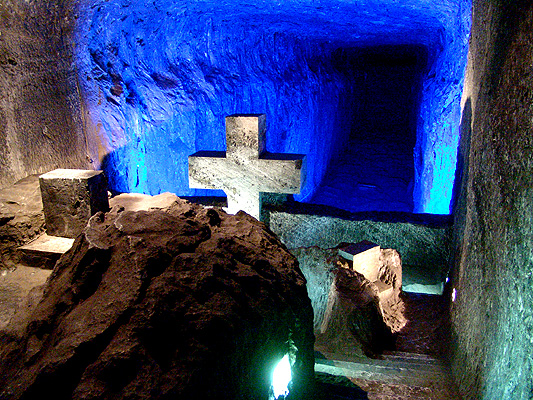
Le stazioni della Via Crucis, lungo la galleria di accesso.
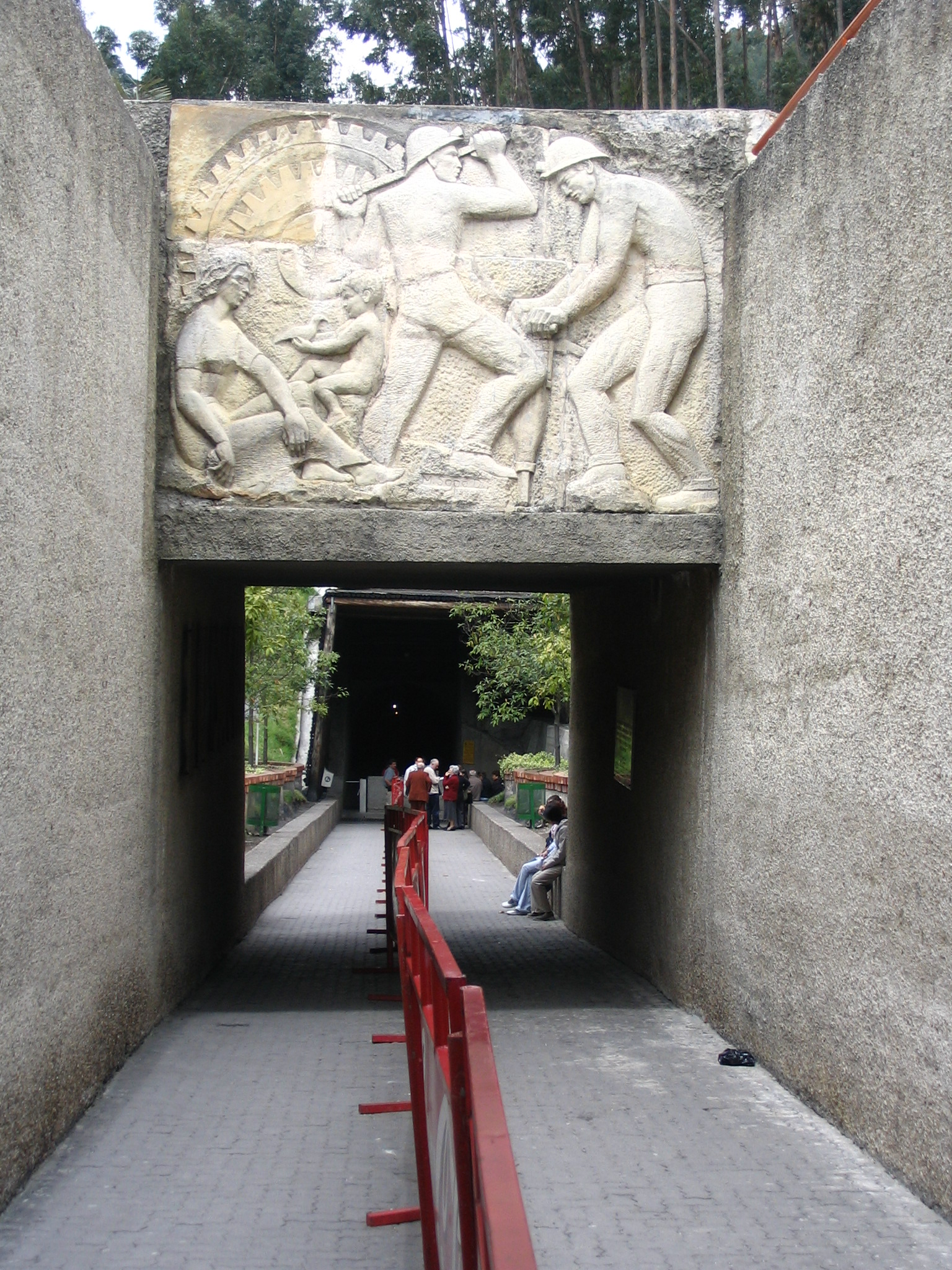
L'ingresso alle gallerie sotterranee del santuario è sormontato da un altorilievo che rende omaggio ai minatori del sale.